# Celerena nigriceps
Celerena nigriceps là một loài bướm đêm trong họ Geometridae.